# サッカーウルグアイ女子代表
サッカーウルグアイ女子代表（サッカーウルグアイじょしだいひょう）は、ウルグアイサッカー協会(スペイン語: Asociación Uruguaya de Fútbol, 略称：AUF)によって編成されるウルグアイの女子サッカーナショナルチームである。南米サッカー連盟(CONMEBOL)に所属している。1996年に初めて代表が結成され、1998年から南米女子サッカー選手権であるコパ・アメリカ・フェメニーナに出場している。
女子ワールドカップ、オリンピックともに出場はない。

## ワールドカップの成績
- 1991 - 不参加
- 1995 - 不参加
- 1999 - 予選敗退
- 2003 - 予選敗退
- 2007 - 予選敗退
- 2011 - 予選敗退
- 2015 - 予選敗退
- 2019 - 予選敗退

## オリンピックの成績
- 1996 - 不参加
- 2000 - 予選敗退
- 2004 - 予選敗退
- 2008 - 予選敗退
- 2012 - 予選敗退
- 2016 - 予選敗退
- 2020 - 予選敗退

## コパ・アメリカ・フェメニーナの成績
| 開催年 | 結果               | 試合   | 勝利   | 引分   | 敗戦   | 得点   | 失点   |
| ------ | ------------------ | ------ | ------ | ------ | ------ | ------ | ------ |
| 1991   | 不参加             | 不参加 | 不参加 | 不参加 | 不参加 | 不参加 | 不参加 |
| 1995   | 不参加             | 不参加 | 不参加 | 不参加 | 不参加 | 不参加 | 不参加 |
| 1998   | グループリーグ敗退 | 4      | 0      | 2      | 2      | 6      | 8      |
| 2003   | グループリーグ敗退 | 2      | 0      | 0      | 2      | 1      | 11     |
| 2006   | 3位                | 7      | 3      | 0      | 4      | 7      | 14     |
| 2010   | グループリーグ敗退 | 4      | 0      | 0      | 4      | 2      | 21     |
| 2014   | グループリーグ敗退 | 4      | 2      | 0      | 2      | 5      | 9      |
| 2018   | グループリーグ敗退 | 4      | 0      | 1      | 3      | 2      | 11     |
| 合計   | 6/8                | 25     | 5      | 3      | 17     | 23     | 74     |

## FIFAランキング
- 初登場 - 67位(2003年7月)
- 最高順位 - 55位(2008年9月)
- 最低順位 - 110位(2009年3月)